# Xoanodera singularis
Xoanodera singularis là một loài bọ cánh cứng trong họ Cerambycidae.